# Красный агитатор Трофим Глушков
«Красный агитатор Трофим Глушков» — советский короткометражный телефильм 1969 года, дебют режиссёра Валерия Рубинчика.
«Возвышенная и ясная новелла о киномеханике, который доступным ему оружием — кинолентами — участвовал в борьбе за Советскую власть».
На ІV Всесоюзном фестивале телевизионных фильмов (1971, Минск) телефильм получил «за лучший телевизионный фильм о молодёжи».

## Сюжет
Гражданская война. Киномеханник Трофим Глушков едет агитировать бойцов Красной Армии показом «буржуйских лент» «Власть плоти» и «Сказки любви роковой», между которыми на плёнке есть некий «революционный сюрприз». Однако, на одной из железнодорожных станций последний вагон — передвижной кино-агитпункт, от состава отцепляют, поскольку у него нет мандата следовать с этим составом. Трофим проявляет смекалку — реквизировав лошадь, впрягает её в вагон и хоть и медленно, но продолжает путь. И вдруг обнаруживает забиравшуюся к нему вагон девушку — отставшую от своего санитарного поезда медсестру Катю. В медленно тянущемся лошадью по путям вагоне молодые люди проведут вместе день и ночь, и Трофим покажет девушке «буржуйские ленты», а на утро они обнаружат, что вагон несётся… прицепленный к неизвестному эшелону…

## В ролях
В главных ролях:
- Виталий Базин — Трофим Глушков, агитатор-киномеханик
- Ирина Азер — Катя Зыкова, медсестра 27-го полка, отставшая от санитарного эшелона

В эпизодах: Вадим Ганшин, Евгений Шабан, Алексей Биричевский и другие.

## Дополнительно
Фильм снят по мотивам рассказов Всеволода Иванова, сценарий написал Виктор Потейкин, который годом ранее также по рассказам этого писателя написал сценарий фильма «Баллада о комиссаре», и фильм «Красный агитатор Трофим Глушков» содержит отсылку к нему — комиссар Фадейцев, которым по сюжету фильма послан Трофим Глушков — главный герой этого фильма.

## Критика
Фильм — один из первых белорусских телефильмов, был отмечен призом на IV Всесоюзном фестивале телефильмов, тепло принят зрителями и много раз шёл по экрану, был назван лучшим телефильмом (уступив только телефильму «Рядом с вами») изданием «Белорусская ССР, краткая энциклопедия» 1971 года.

Среди теленовелл первых лет республиканского ТВ следует назвать и фильм В. Рубинчика «Красный агитатор Трофим Глушков» (1969), отмеченный призом на IV Всесоюзном телефестивале. Режиссер, который позднее проявил свое дарование в полнометражных лентах для большого и малого экранов, здесь сделал своеобразную поэтическую «пробу пера». Тонкая стилизация под атмосферу эпохи гражданской войны, любовь авторов к своим героям — киномеханику-красноармейцу Трофиму Глушкову (В. Базин) и его спутнице на фронтовых дорогах юной медсестре (И. Азер), умелое использование кинохроники 20-х годов — все это сделало все это сделало фильм свежим и живым по тональности.— Современное белорусское кино, 1985 год
Фильм был поставлен в один ряд с легендарными советскими фильмами о Гражданской войне:

В. Рубинчик в ленте «Красный агитатор Трофим Глушков» («Беларусьфильм») представил зрителям романтическую историю своего героя. Это единственный, к сожалению, на фестивале фильм, который «наводит мосты» с тем благодатным направлением в большом кинематографе (почитаемым, в особенности, в детской и юношеской аудитории), что объединило в себе старых «Красных дьяволят», их теперешних братьев — трижды «Неуловимых мстителей», картину об Искремасе «Гори, гори, моя звезда» и им подобные.— журнал «Телевидение и радиовещание», 1972
Посвящённый фильмам о войне интернет-портал «Военхроника.ру» включил фильм в список «Самые жестокие и реалистичные военные фильмы», фильм стал в списке одним из немногих чёрно-белых фильмов, и единственным, посвящённым событиям Гражданской войны: «Можно посмотреть с три десятка фильмов про Гражданскую войну, но не увидеть ничего подобного».
Дебютный фильм режиссёра уже тогда чётко обозначил тему его творчества:

Рубинчик был верен одной теме: теме мечты, оборачивающейся иллюзией, как правило, смертельной. Об этом — уже первая его крупная работа «Красный агитатор Трофим Глушков» (1969) о большевике-киномеханике, то есть человеке, несущем людям и коммунистическую мечту, и экранную иллюзию, убитом беляками.— киновед Михаил Трофименков, 2011 год